# D.C.III 〜ダ・カーポIII〜
『D.C.III 〜ダ・カーポIII〜』（ダ・カーポ スリー）は、2012年4月27日にCIRCUS NORTHERNから発売された恋愛アドベンチャーゲーム。『D.C. 〜ダ・カーポ〜シリーズ』のナンバリング3作目の作品。およびこれを原作としたアニメ、漫画、コンシューマーゲーム、アダルトゲーム、舞台などのメディアミックス作品。

## 概要
前作『D.C.II 〜ダ・カーポII〜』から6年ぶりのナンバリング作品。本作の制作は2009年11月1日にSHIBUYA DUOで開催されたCIRCUSのイベント『第一回! 大曲芸大会 Circus 10th Anniversary プレミアム演奏発表会』で発表された。制作にはクロスプラットフォーム開発に対応したゲームエンジン「ユニティ」が導入された。
2011年11月18日に本作の制作発表会が行われ、発売日、制作スタッフ、出演声優などが発表された。なお、前々作『D.C. 〜ダ・カーポ〜』、前作『D.C.II 〜ダ・カーポII〜』とは異なり、ナンバリングタイトルとしては初の一般年齢対象（15歳以上推奨）の作品である。
ゲームジャンルは前作までと異なり、「恋するアプリ」となっている。原画は前作を担当したたにはらなつきに加えて鷹乃ゆき、立羽、こなた（最上のあ）、結月かりん、ren、東山マキ、Hiro、秋蕎麦が参加している。
物語の舞台については、2010年12月24日に発売された『D.C. Dream X'mas 〜ダ・カーポ〜 ドリームクリスマス』に同梱されていた「D.C.クリエイターズブック」のスタッフ対談にてロンドンの魔法学校になることが示唆され、それに伴うイラストが公開されたが、翌年以後の広報展開では前作や前々作と同様に初音島であることが強調された。その後、初音島の風見学園を舞台とした初音島編と、ロンドンの魔法学校を舞台にした風見鶏編の2部構成であると発表。しかし、ゲームとしては風見鶏編の方が話の中心となっており、実質的なメイン舞台はロンドンでの物語とされ、グランドフィナーレまで舞台が初音島に戻ることはない（ただし、あくまで初音島編の舞台から、ロンドンで過去に起こった出来事を語るという形式になっている）。舞台が魔法学校になっていることで、今までさくらやアイシアが語ってきた魔法という力の正体が明らかにされる。また、前作に登場した天枷美夏、小日向ゆず、小鳥遊夕陽などの既存キャラクターも、前作のどのルートでもない時系列のその後という設定で登場する。
なお、初音島編は前作から20年ほど後であることのみが語られるのみで、舞台となる明確な年については作中で言及されていないが、様々な要素から2072年と推測される。一方で、風見鶏編は1950年と作中で明言されており、前作のda capoシナリオのラストシーンから繋がる物語である。D.C.III.P.Pで初音島編が明確に2072年であると示された。
物語は初音島編がPrologue、風見鶏編がWeather Vane、葵シナリオがZero、最後がDa Capoとなっており、葵シナリオはリッカ、姫乃、サラ、シャルルシナリオクリア後に開放され、Da Capoは葵シナリオクリア後に開放される。Da Capoクリア後にムービー鑑賞とインタビューが開放される。また、トップ背景もPrologue（風見学園）、Weather Vane（風見鶏学園〈朝〉）、Zero（風見鶏学園〈夜〉）、Da Capo（風見学園）という風に変化し、基本的には元に戻せない。
Ver.1.3からは邂逅のアルティメットバトルが追加され、主人公が風見鶏を訪れ、Weather Vaneに至るまでの物語が追加された。また、単独での葵シナリオが追加され、本来の葵シナリオであるZeroへと続く前日談のような内容となっている。学園長、巴、美琴の個別のミニシナリオが新たに追加され、それに伴う新規CGも追加された。バージョンアップに伴い、就寝前の電話でのヒロイン選択画面がスマートフォン型の端末やシェルの画面といったものに変更された。さらに、グニルックをモチーフとしたミニゲームも追加。ミニゲーム BeatsMeetGnilrucは、初回は就寝前の選択肢から選ぶ必要があるが、一度起動した後はタイトル画面からもプレイできるようになる。
初音島編においては、いくつかの直接的に語られていない物語が示唆されているが、Ver.1.3現在でも、ゲーム本編では語られておらず、ドラマCDやプラチナパートナー（こちらはグランドフィナーレのその後）にて語られることとなっている。
前作や前々作にあった昼休みや放課後等の場所移動は風見鶏編のみで、今作ではヒロインのいない場所がなくなっている（そのため、いわゆるバッドエンドに相当するシナリオがなく、必ずどれかのヒロイン個別のルートへ突入する）。また、夜の目覚ましセットは完全に廃止され、就寝前の電話等でヒロインと会話するシステムになり、ゲームとしての難易度は低い。また、初音島編と風見鶏編のそれぞれで前作や前々作で使用されたBGMそのものや、またはアレンジされたものが使用されている。
本作のCM映像がYouTube上のCIRCUSの公式チャンネル『CIRCUS CHANNEL』から配信されており、初CMが2011年12月5日、キャラクター別CMとして2012年3月16日に森園立夏編、3月19日に葛木姫乃編、3月21日に瑠川さら編、芳乃シャルル編、3月23日に陽ノ下葵編が配信された。
初回限定版と通常版の2種リリースとなり、前者にはヴァイスシュヴァルツのPRカード、オリジナルサウンドトラックCD、オリジナル小冊子が同梱された。なお、前作とは異なり、初回限定版と通常版が同時に発売されている。
本作のテーマは、「10万人に遊んでもらい100万人に触れてもらい1000年続く作品」である。
本作は『D.C. 〜ダ・カーポ〜』シリーズ生誕10周年記念作品であり、パッケージには「10thアニバーサリー」のロゴをあしらっている。記念ロゴのデザインを担当したのは、グラフィックスタッフのおかざきみつきである。

## 来歴
2011年
- 11月18日、本作の製作発表イベント『サクラサク『D.C.III 〜ダ・カーポIII〜』制作発表会』を秋葉原UDXシアターで開催。
  - 12月29日〜12月31日、東京ビッグサイトで開催されたコミックマーケット81で『サクラサク D.C.III 〜ダ・カーポIII〜 応援ボックス』を発売。本作の先行体験版『「D.C.III 〜ダ・カーポIII〜」体験版ぷち』などが収録された。

2012年
- 2月2日、インターネットラジオ『風見学園新聞部』の配信を開始。
- 3月14日、『サクラサク「D.C.III 〜ダ・カーポIII〜」応援BOX〜風見学園入学セット〜 』を発売。コミックマーケット81で発売された『サクラサク D.C.III 〜ダ・カーポIII〜 応援ボックス』に収録された本作関連のコンテンツなどが収録された。
- 3月27日、イベント『「D.C.III〜ダ・カーポIII〜」春一番! マスターアップ宣言&サクラサクLIVE』開催。
- 4月27日、パソコンゲーム『D.C.III 〜ダ・カーポIII〜』発売。
- 9月28日、パソコンゲーム『D.C.III DASH 〜ダ・カーポIII Ver.1.3〜 USBメモリ版』発売。

2013年
- 1月、テレビアニメ放送開始。
- 1月25日、パソコンゲーム『祝!TVアニメ化記念 D.C.III DASH 〜ダ・カーポIII〜 Ver.1.35 DVD限定版』を発売予定であったが2012年12月21日に発売中止が発表され[12]、収録されるはずだった内容は『D.C.III R 〜ダ・カーポIII アール〜』に収録されると公式にアナウンスがなされた。
- 2月28日、角川ゲームスよりPSP『D.C.III Plus 〜ダ・カーポIII プラス〜』発売。
- 5月22日、インターネットラジオ『ラジオD.C.』配信開始。
- 5月24日 パソコンゲーム『D.C.III R 〜ダ・カーポIII アール〜』発売。
- 5月31日 パソコンゲーム『D.C.III R 〜ダ・カーポIII アール〜X-rated』発売。

2014年
- 4月4日、インターネットラジオ『ラジオD.C.2014』配信開始。
- 4月25日、パソコンゲーム『D.C.III P.P. 〜ダ・カーポIII プラチナパートナー〜』発売。

2016年
- 9月30日、パソコンゲーム『D.C.III With You 〜ダ・カーポIII〜 ウィズユー』発売。

2017年
- 9月29日、パソコンゲーム『D.C.III DreamDays 〜ダ・カーポIII〜 ドリームデイズ』発売。

2021年
- 11月17日〜11月21日、舞台『D.C.III～ダ・カーポIII～君と旅する時の魔法』上演。

2022年
- 4月29日～5月2日、舞台『D.C.III～ダ・カーポIII～君と旅する時の魔法』上映会開催（東京）。
- 12月17日～18日、舞台『D.C.III～ダ・カーポIII～君と旅する時の魔法』上映会開催（兵庫、愛知）。

2023年
- 4月19日～24日、舞台『D.C.III～ダ・カーポIII～ミライへの伝言』上演。
- 8月24日、エンターグラムよりPS4/Switch『D.C.III P.S. 〜ダ・カーポIII プラスストーリー〜』発売。

## 関連作品一覧
D.C.III DASH 〜ダ・カーポIII Ver.1.3〜 USBメモリ版（一般作品）
2012年9月28日発売。本作のバージョンアップ版であり、USBメモリから直接起動する形式になっている。追加要素として、風見鶏編の前日談、葵追加シナリオ、グニルックミニゲームが新規収録されている。『D.C.III 〜ダ・カーポIII〜』購入者には無料アップデートサービスを行った。当初はUSB版の有償アップグレードサービスも計画されていたが、直前になって諸事情により中止となっている。DVD版のアップデートサービスも2015年に一旦打ち切りとなっていたが、同年5月11日に再開されている。
祝!TVアニメ化記念 D.C.III DASH 〜ダ・カーポIII〜 Ver.1.35 DVD限定版（一般作品）
2013年1月25日発売予定だったが、「D.C.III R」の発売決定に伴って発売中止という扱いとなった。
テレビアニメ化を記念したDVDバージョン。当初はVer.1.35として製品化され、fripSideの主題歌を使用したオープニングムービーが追加される予定となっていた。出演声優と商品名が変更されただけで、収録内容そのものは実質的に「D.C.III R」として発売される。
D.C.III Plus 〜ダ・カーポIII プラス〜（一般作品）
2013年2月28日角川ゲームスから発売。本作のPSP移植版。CERO：C（15才以上対象）。ゲーム自体は「Ver.1.3」の収録であるため、歴代のコンシューマー移植バージョンのような追加要素がほぼ存在しない純粋な移植バージョンという仕様になっている。
D.C.III R 〜ダ・カーポIII アール〜（一般作品）
2013年5月24日発売。上記の「D.C.III DASH Ver.1.35」の商品名が諸事情により変更されたものであり、その時点で4月26日が発売予定とあらためて発表されたものの、さらなる諸事情により延期が発表されている。
基本的には新たにfripSideの主題歌を使用したオープニングムービーが新たに収録されるなど、すでに告知されていた「Ver.1.35」が収録される。先行したプラスとは違い、こちらは新規イベントイラストの追加、さらにいくつかのヒロインの個別シナリオが追加され、さらに「II」と「III」の間の期間に「芳乃さくら」が初音島に帰還してきた際のゴールデンウィークを描く「桜風のアルティメットバトル」も収録される。「桜風のアルティメットバトル」は「III」として収録される内容でありながら、「II」のメインキャラクターたちのその後が描かれることになるため、実質的にちょっとしたファンディスクのような印象を与えるものとなっている。内容としては「II」の後日談であり「III」の前日談でもあるととれるため、厳密には「III」とまったくの無関係というわけではない。
D.C.III R 〜ダ・カーポIII アール〜X-rated（18禁）
2013年5月31日発売。上記の「R」に18禁要素を加えて仕様変更した、「R」のR-18バージョンである。そのため、追加要素などについては、18禁要素や登場人物の年齢が引き上げられていることなどを除いて「R」とほぼ同一の内容となっている。
同時発売なので、これまでの期間を経ての仕様変更バージョンではなく、購買層などに配慮した単なるバージョン違いという、シリーズ初の事例。R-18ではなかったものに18禁要素を追加したという事例も、これまたシリーズ初のことである。
D.C.III P.P. 〜ダ・カーポIII プラチナパートナー〜（18禁）
2014年4月25日発売。IIIのグランドフィナーレから約一年後の初音島編を描いた内容となる予定とされているゲーム。当初の計画では2013年4月26日に一般指定作品として発売されるはずであったが、内容の追加も含めた仕様変更に伴い大幅な延期となり、18禁作品としてリリースされることとなった。キービジュアルにて本校の制服を着た立夏が描かれている。また、ストーリーで描かれている期間が、本編では約2～3ヶ月であったのに対して、1年間という長期間になり、シリーズで初めて夏服が登場している。
tororo団長自らが、ファンディスクではなく、完全新規ストーリーであることを強調している。
歴代シリーズのような就寝前の目覚ましや、放課後の場所移動は撤廃され、一般的なシミュレーションゲームと同じく選択肢を選んでいく形式になっている。
また、18禁作品として発売されているため、本校の制服を着た登場人物を使用した一部を除く一般向けのキャラクターグッズには、本作品のタイトルロゴを使用せず、『D.C.III 〜ダ・カーポIII〜』のロゴを代わりに使用している。
D.C.III With You 〜ダ・カーポIII〜 ウィズユー（18禁）
2016年9月30日発売。D.C.IIIシリーズ初のファンディスク。風見鶏編、初音島編両編それぞれに新規ストーリーが描かれる。風見鶏編はループ世界脱却後の世界が描かれ、新規ヒロインルートに江戸川四季を追加。初音島編は「他人の夢を見せられる魔法」によって清隆が見せられる夢の世界が描かれる。こちらも新規ヒロインルートがあり、美琴と雪村すももが追加される。
D.C.III DreamDays 〜ダ・カーポIII〜 ドリームデイズ（18禁）
2017年9月29日発売。D.C.IIIシリーズファンディスク第2弾。『D.C.III.P.P』、及び『D.C.III.W.Y』の続編となっており、本編のヒロイン5人に加えてW.Yでヒロインに昇格した美琴とすももルートのその後が描かれる。サブキャラクターとして『D.C.II』のヒロインも登場する。
D.C.III P.S. 〜ダ・カーポIII プラスストーリー〜（一般作品）
2023年8月24日発売。Nintendo Switch・PlayStation 4への移植作品。『III』『R』の内容に加え、舞台『君と旅する時の魔法』の内容がADVゲームとして収録されている。なお、「桜風のアルティメットバトル」に関しては収録されない。

## ストーリー
初音島編
前作から17年後の2月、風見学園に通う芳乃清隆は公式新聞部に所属しながら、ヒロインたちと楽しくすごしていた。ある時、部長の立夏の思いつきがきっかけで枯れない桜に触れたところ、枯れない桜が復活して島中の桜が満開となる。その直後、新聞部の面々だけに「桜が咲いたら、約束のあの場所で…」というメールが届く。後半部分は文字化けしていて読めなかったが、その送信日時はなんと1951年4月30日になっていた。新聞部は調査を続けていたところ、桜の樹で謎の女性に出会う。その女性は、新聞部の面々に「久しぶり」といい、昔話を語り始めた。
風見鶏編
時代は変わって1950年のロンドン。妹の姫乃とともに王立ロンドン魔法学園（通称「風見鶏」）に留学していた魔法使いの葛木清隆は、同じクラスの面々とともに初のミッションをクリアした後、生徒会選挙に立候補しないかと誘われる。

## 登場人物
初音島編と風見鶏編でほぼ同じ容姿のキャラが複数登場するが、『D.C.III.P.P』にて、清隆ら、新聞部の6名は枯れない桜の力で転生したと明言された。他の人間に記憶や魂が移ったわけではなく、風見鶏にいた頃とそっくりそのまま初音島編の頃に転生した為、本来であれば6人とも魔力はもっている（実際に立夏は記憶を封印する魔法を使用し、D.Dでは完全に記憶が戻ったシャルルがプレゼントの魔法を完璧に使いこなしている）。しかし、6人とも枯れない桜の力で存在し、桜そのものといっていい存在である為、魔力が戻るとそのまま枯れない桜にも魔力が逆流して、願いを叶える力が暴走してしまう。そのことを無意識に感じ取っている為なのか、基本的に魔法に興味を持たないようになっている。一方、江戸川姉弟とそっくりな人物がいる理由に関しては特に明言されていない。
名前が初音島編と風見鶏編で異なる者は初音島編 / 風見鶏編の順で表記する。
声の項は清隆を除き、全年齢版 / 18禁版の順。相違しない場合は省略。演の項は舞台版の俳優。
芳乃 清隆（よしの きよたか） / 葛木 清隆（かつらぎ きよたか）
声：小野友樹（ドラマCD・TVアニメ）、櫻井尚輝（舞台〈声の出演〉）
【初音島編】
初音島編の主人公。風見学園付属の2年。公式新聞部所属。誰にでも優しい性格で、困っている人を見ると放っておけない。さらの部活見学に付き合った際の成り行きから掛け持ちで女子ソフトボール部にもマネージャーとして所属している。芳乃姓ではあるが、芳乃さくらとの関係は特に明言されていない。親族の血縁関係として、父がシャルルの父の兄であることだけは明言されている。海沿いの団地で従姉のシャルルと2人で暮らす。
女の子の知り合いが多いため、耕助からは「シアワセレブ野郎」と呼ばれるが、過去の主人公同様に女性関係には鈍感。公式新聞部の面々が前世の記憶を取り戻した後は、ループ中にヒロイン5人と結ばれていることが発覚し、彼女らに「五股をかけられた」「清隆は最後に誰を選ぶのか」と責め立てられる。この件は続編の『D.C.III P.P』にて決着する。
『D.C.II D.M』にて正義の魔法使いこと桜姫が清隆と立夏に会ったことがある設定になっていることから『D.C.III P.P』は立夏EDが正史で確定している。
芳乃さくらのことは知らないが、その存在を知ることでどこか引っかかっていた。
『D.C.III P.P』では3年2組所属。
【風見鶏編】
風見鶏編の主人公。魔法学校「風見鶏」予科1年A組に在籍する日本人留学生。初音島編の芳乃清隆とは姓が異なり、好物は同じくうどん。誰にでも優しい性格で、困っている人を見ると放っておけない。
予科1年生ながらもカテゴリー5に次ぐ実力のカテゴリー4の魔法使いで、周囲には自分がカテゴリー4である事を隠している。知っているのはリッカとエリザベス、杉並とその他一部の教師、ループ中の記憶を全て持つ葵、義父をはじめとする葛木家の一部の人間のみで、姫乃にはあえて知らされていない。在学中に、姫乃のために手から和菓子を出現させる魔法を即興で編み出す。
能力としては夢見の魔法に特化している。純一や義之とは異なり、夢見を完全にコントロールすることができる。また夢見の能力を持つことから、副産物として他者を眠りへと誘う睡眠系の魔法も得意としている。カテゴリーこそリッカには敵わないが、夢関連の魔法に関してはリッカよりも長けている。これらの魔法を生かして、風見鶏入学前は日本で夢見によるカウンセリングなどを行っていた。
葛木家の養子であり、旧姓は芳乃。初音島の出身で、魔法使いの家系ではない家に魔力持ちとして生まれたため、周囲から疎まれたことで荒んだ生活を送っていた所を、魔法使いの名家である葛木家に引き取られた。子供時代に無意識に成長を止めていたため、10年ほど年齢を偽っている。
風見鶏に来た理由は姫乃のお目付けの他に、葛木家の『お役目』から姫乃を解放する方法を探るため。その後個別ルートの多くで、それぞれ『お役目』から姫乃を解放する糸口を発見する。
諸々の関連要素から、シリーズの一連の歴史は、彼がリッカと結ばれた時のみ成立する歴史であると思われる（リッカと結ばれた際には葛木の家を出て、旧姓の芳乃に戻すことを示唆している）。さくらが記憶を取り戻した際に、さくらは清隆を知っていたという事が明言されており、その後の歴史の中で発生するであろう可能性の一つとして、さくらと清隆に関係性が生まれるともさくら本人の口から語られている。
和菓子を出す魔法は「手から食べたことのある和菓子限定で熱量（カロリー）を消費して作り出す」という初心者にもやりやすいように限定したものであり、ついでに笑顔にする魔法をトッピングしている。後者の笑顔にする魔法については、甘いものを食べて笑顔になっただけとも取れる発言をしているため、本当に効いているのかについては不明である。
卒業までの間に夢見の魔法についての論文を残しており、それが2060年まで残っている。同時に、手から和菓子を出す魔法についても書き残している。
卒業の際、風見鶏から支給されたワンドは後輩にあげたらしい。また、ティンカー・ベルはずっと大切に持っていたようで、形見として芳乃家に残っている。
森園 立夏（もりぞの りっか） / リッカ・グリーンウッド
声：新田恵海 / 芹なづな
演：新田恵海
【初音島編】
風見学園付属3年2組在籍。公式新聞部部長。生徒会の役員でもある。シャルルとはクラスメイトで親友同士。抜群のルックスと人懐っこさで学園のアイドルと呼ばれる。清隆に「君とは前世から恋人だった」と不思議なアプローチをかけ、前世の自分はロンドンの魔法学校に通っていた魔法使いだったと主張しているが、周囲からは設定と言われ、妄想、あるいは中二病な扱いをされ、残念な人と形容される。思いつきで行動するため清隆らからは迷惑がられる。非公式新聞部の杉並とは犬猿の仲。何かと杉並に対して対抗心を燃やしており、非公式新聞部に対し「公式新聞部」を設立。設立にあたり、会長に協力して貰ったため、会長の頼み事は断れないらしい。
『D.C.III P.P』では本校1年3組在籍。記憶が完全に戻った際、6人の記憶を封じた枯れない桜を植えた本人であるためか、他の5人が持っていないループ後の記憶を唯一持っている。前世で世界で五指に入るほどの魔法使いであったため、公式新聞部6人の中で魔法への興味を唯一捨てる事ができず、訓練を経て魔力がある程度戻った。そのことで枯れない桜が暴走し始めた事を知り、自身の記憶を封印する。
【風見鶏編】
風見鶏本科1年A組。世界に5人しかいないカテゴリー5の魔法使いで、通称「孤高のカトレア」。本科の生徒であるとともに予科1年A組のマスター（学級担任）も兼任している。口癖は「かったるい」。
幼馴染であるジル・ハサウェイの最後の願いである一年中花が咲き誇る世界を目指して一年中咲き続ける花の研究をしており、学園の周囲には彼女の研究の副産物である桜の木が多数植えられている。
英国の田舎町出身で生粋の英国人。見た目と年齢が一致しておらず、実際は1950年時点で150歳以上生きている。見た目通りの年齢(風見鶏本科生3年=18歳？)の頃に、ピーター・パンの初演を生で見ており、それ以来のピーター・パンのファン。清隆が渡された監視魔法がかかったネックレスの名前をティンカー・ベルとしたり、個別エンド後に花を咲かせる魔法と人々の想いを集める魔法を一緒にしてしまったものをネバーランド計画と名づけたりしている。
エリザベスとは30年ほど、シャルルとは10年ほど、巴とは風見鶏入学時からの付き合いである。
使用している年代物のワンドはかつてジルが使っていたのを譲り受けた物。この形見のワンドはリッカの死後、芳乃家に残っている。
カテゴリー5の実力を持ちながら風見鶏に生徒として在籍している理由は研究のため。エリザベスは最初、共同経営者や教師と言った肩書きでの風見鶏加入を希望したが、性に合わないという理由ですべて拒否した。一方で、予科マスターとして、またエリザベスより個人的な依頼として風見鶏のミッションに協力的に参加する。これはかつて魔女狩りでジルをはじめとする多くの友人を失っており、18世紀に成立した魔術禁止法などが今も残っているなど、決して優遇されているとは言えない魔法使いたちの現状を憂い、魔法使いのイメージをあげようとするためである。
親日家を自称し、日本の文化にも大いに興味を持っているが、間違った日本観も併せ持っている。清隆と交流を持つことで、より様々な日本文化を学ぶようになる。清隆が魔法で出した和菓子を食べて以降和菓子を好むようになり、清隆に教わって習得した和菓子の魔法も、最初は失敗続きだったが最終的には使えるようになっている。
清隆と結ばれた際に、想いが強くなることで魔力が弱まったため、名目上は想いの力の消費を抑えるために（本当の目的は清隆と一緒の時を暮らすために）老化防止の魔法を解いた。いずれは魔法は使えなくなることもわかってはいるが、和菓子を出す魔法だけは子や孫に伝えていきたいと発言している。
前作『D.C.II』の「da capo」シナリオのラストシーンでさくらに話しかけていた人物は彼女である。
「かったるい」の口癖に代表される、これまでに語られた朝倉純一・芳乃さくらの祖母である「芳乃のおばあちゃん」の身辺描写（大恋愛の末に魔法が使えなくなったことや、100年くらいヨーロッパを旅していたことなど）と合致する要素が多数存在する。劇中でもさくらと似ていることが示唆されており、さくらをなかば強引に風見鶏に保護した理由も、自分に似ているからという理由である。
『D.C.III.P.P』にて、リッカ・グリーンウッドが芳乃清隆と結婚した後の「芳乃リッカ」、すなわち「芳乃のおばあちゃん」本人であり、二人の娘ができた事がゲーム本編で正式に明言された。
芳乃 シャルル（よしの シャルル） / シャルル・マロース
声：宮崎羽衣（第1作・テレビアニメ）→藤邑鈴香（『Side stories』以降） / 藤邑鈴香
演：藤邑鈴香
【初音島編】
風見学園付属3年2組在籍。公式新聞部所属。立夏とは生徒会役員で同僚、クラスメイトで親友同士。立夏と並ぶ学園のアイドル。清隆のひとつ年上の従姉で外国生まれ。3年ほど前から清隆の団地に一緒に住んでいる。清隆からは「るる姉」と呼ばれている。清隆のことを「タカくん」と呼んで溺愛しており、一緒に入浴しようとしたり、隙あらば一緒の布団で寝ようとするなどスキンシップが激しいほか、世話焼きの一面も見せる。シャルルという男の子っぽい名前は父親の趣味で本人は気に入っている。
こちらのシャルルは「サンタクロース」とは特に関係がないが、アニメでは寝室にクリスマスを連想させるグッズが多数飾られていたり、月刊アーススター連載のコミック内では、相手の欲しいと思ったものを的確にプレゼントするという、能力ではないものの「サンタクロース」を意図したような設定も存在する。
『D.C.III P.P』では本校1年3組在籍。前世の縁からクリスマスが近づくと無性にサンタクロースのような事をしたくなっている。彼女のルート内でミスコンでサンタ衣装を着てゲスト司会をした際には、エントリーしていないにもかかわらず1位の姫乃の40票を超える60票を獲得している（無効票でミスコン自体は姫乃の優勝）。
【風見鶏編】
風見鶏本科1年B組。風見鶏の生徒会長で世話好き。生徒からの人気も高い。予科1年B組のマスターも兼任している。
サンタクロース一族の血筋で、気に入った相手にはプレゼントを贈る習性がある。また相手が望むものを物質生成するというプレゼントの魔法を得意としているが、弟のエトにまつわる過去のトラウマから長らく使用することができない状態にあった。この魔法はサンタクロースの力であり、生成するまで術者本人には何が出てくるのか分からないほか、同じ相手には一年に一度しか使えない。
「シャルル」という男性名である理由は、実家の職業上の理由から男子が望まれたため、祖父によって女子だと判明する前に名づけられたことに由来する（本来、女性名では「シャルロット」となる）。
エトという名前の使い魔（シャルル曰く家族）を連れている。どう見てもそうは見えないが、本人はトナカイであると主張している。
それまにで語られてきたアイシアの祖母の設定（名前や経歴など）と合致する部分が多い。『D.C.III.P.P』でもアイシアの祖母と同一人物かどうかは明言されなかったが、『D.C.III.D.D』でアイシア本人から芳乃シャルルが自分の祖母（の生まれ変わり）であると語られ、シャルル・マロースがアイシアの祖母と確定した。
葛木 姫乃（かつらぎ ひめの）
声：佐々木未来 / 森谷こころ
演：佐々木未来
【初音島編】
風見学園付属2年1組在籍。公式新聞部所属。清隆とは同じ団地の隣の部屋に住む幼馴染で兄妹のように育った関係から清隆を「兄さん」と呼ぶ。清隆のことを意識して思ったこととは反対のことを言ってしまう。そのため思った事もなかなか口に出せず、ドラマCDでは杉並からも憐れまれてしまう。
『D.C.III P.P』では付属3年2組在籍。前世の縁から魔法の影響を受けやすい体質になっており、「清隆の事をもっと知りたい」と願った結果、中途半端な魔力しかない枯れない桜がそれをゆがんだ形でそれを叶えてしまい、清隆と精神が入れ替わってしまう。男子生徒からの人気も高く、ミスコンに出場し優勝する。
【風見鶏編】
風見鶏予科1年A組。日本の名門魔法使い葛木家の長女で世間知らず。初音島の姫乃とは同姓同名。
葛木家の長女としての宿命で「鬼」と呼ばれる力を継承する宿命を持っている。清隆をはじめとする葛木家の人間はこれを『お役目』、姫乃自身は『正義の魔法使い』と呼んでいる。継承者は強大な魔力を受け継ぎ、魔法使いを監視する役目を担う。代わりにその力の影響で、『お役目』を受け継いだ人間は短命となる。また、葛木の血を継ぐ者には必ず女の子が一人生まれる。
精神干渉の魔法が得意で、心を繋げる魔法を使うことが可能。特に清隆の心と繋げる事が得意。また、魔法に対する感度においては清隆にも勝る。
ループから抜けた後、結局姫乃はお役目からの解放は望まず、『正義の魔法使い』としての運命を受け入れたらしく、その運命は由姫、音姫と葛木家が没落した後も子々孫々続く事になる。
葛木の屋敷は、『D.CII』で名前だけ登場した「鬼ころし山スキー場」の近くにあり、最後の当主であった姫乃の代で手放した後は旅館となっている。屋敷を手放した後の姫乃の行方は不明なものの、清隆が亡くなるまでは生きていたことが『D.C.III.D.D.』にて判明している。
瑠川 さら（るかわ さら） / サラ・クリサリス
声：桜咲千依 / 高梨琉衣
演：髙橋麻里
【初音島編】
風見学園付属2年1組在籍。公式新聞部所属。掛け持ちで女子ソフトボール部にも所属している。本島の大企業の令嬢で清隆よりひとつ年下だが、飛び級で同じクラスに進級してきた。真面目で頭が固い一面もあり、引っ込み思案でそんな性格が災いして煙たがられることもある。基本的には誰に対しても敬語で話すが、からかわれたり子ども扱いされるとムキになって口調が変わるなど子供っぽい面もある。同い年の後輩である葵とは仲の良い友人で、家も近いらしい。
ドラマCDでは公式新聞部入部前の様子が描かれており、引っ込み思案な性格を治そうと演劇部や手芸部を清隆と回るが自分には向いていないと発言している。運動部では陸上部の話が出てきて、高坂まゆきが全国大会で活躍したことで有名になっていた事が明らかになっている。運動は苦手だが野球などバットでボールを打つ競技が好きであることを自身が語っておりソフトボール部へ入部する事になったが、部活に馴染めるまで清隆にもいて欲しいと懇願し、立夏の教師らを説得するという協力を得て清隆と入部した。
「公式新聞部日誌」でさらがメインの話では、生真面目、秀才、そしてお金持ちというさらのキャラクターを上手く活かされた話が描かれており、解毒剤や発明品などを作って事件を素早く解決している。
新聞部の活動の際には紅茶を持参してさら自身も美味しい紅茶を淹れる事ができる。これは父の峰人(声:深川緑)から教え込まれた賜物。風見学園に入学した理由はさらが生まれた日に母の百合(声:萌木唯)が峰人と共に見た夢によるものらしい。
『D.C.III P.P』では付属3年2組在籍。
【風見鶏編】
風見鶏予科1年A組。今は斜陽である伝統ある貴族クリサリス家のご息女。真面目で努力家。初音島のさらとは異なり、飛び級はしておらず、清隆や姫乃のことも呼び捨てである。
血筋の薄れから没落しつつあったクリサリス家に生まれた待望の魔力所有者として親族から期待されているが、他の風見鶏の生徒達と比較すると魔力の低い部類に入る。一族秘伝のクリサリスの術式によって魔力を何倍にも高めることができる。
クリサリス家復興のきっかけとなる、魔法界のスポーツ「グニルック」の鍛錬を欠かさず行っている。復興の兆しが見え始めたのちも、本人の意思でグニルックは続けている様子である。
性的な事柄に対して免疫がなく見聞きする度によく逃げ出している。
話の核心に直接的には関わらず、歴代キャラクターとの関連性も特に存在しないが、<<枯れない桜の奇跡>>作戦の際には一族秘伝の術式魔法にを行使することで、問題解決に尽力している。
サラのシナリオにて術式魔法の新たな使い道（自分にではなく他人に使う事）を見つけることが出来た。
しかしその後の歴史では、2072年の時点でクリサリス邸は観光地として一般公開されている。
陽ノ下 葵（ひのもと あおい） / 陽ノ本 葵（ひのもと あおい）
声：海保えりか（第1作・テレビアニメ）→又吉愛（『Side stories』以降） / 綾木さゆ
演：石丸千賀
【初音島編】
風見学園付属1年3組在籍。公式新聞部所属。清隆の後輩。アパートで1人暮らししている。いつでも笑顔の絶えない明るい性格だが、生まれつき体が弱い。そんな体質でもアルバイトを掛け持ちする勤労学生。貧血で動けなくなったところを清隆に助けられて以来、兄のように慕ってくる。後ろをちょこちょこ付いてくる姿からわんこのようだと言われることもある。
ドラマCDにて風見学園への入学理由が明かされており、入学を両親から認めてもらう条件として生活費などは自分で払う事を約束しているため、日々バイトに勤しんでいる。数多くのバイトをこなしているため顔が広く、どこへ行っても声をかけられる人気者で、みんなのアイドル的存在。明るいながらも毒舌キャラで、作中でも主に立夏を厨二病患者扱いするなどしてからかう。しかしそれは、裏を返せばそれだけ立夏のことを慕っている証拠であり、立夏もそれを理解している。また、杉並が清隆に対しての発言からピンク色(それも同性愛方面)の想像をしたり、アニメではプールで新聞部のメンバーの胸を揉んだりといろいろと危ない気がある。「公式新聞部日誌」では清隆と杉並をネタにしたBL本を書き、美琴をBLにハマらせた。
新聞部の活動の際にはバイト先で貰ったお菓子を持参している。
『D.C.III P.P』では付属2年1組在籍。記憶が戻った事で立夏の過去の事を「設定」呼ばわりはしなくなったものの、未だにそれをネタにして、そして立夏のほうも過去の事持ち出してからかいあう仲である。病弱なのは前世の死の運命が絡んでおり、記憶が戻った事で更に体調を崩しやすくなっている。
【風見鶏編】
風見鶏の学食、寮の食堂、カフェ「ケーキ・ビフォア・フラワーズ」などで働く勤労少女。体が弱いという設定はない模様。
日本の出身で両親は病死しており、英国の遠縁の親戚の下に身を寄せていたが、現在はアパートで一人暮らししている。一応は魔力を持っているものの、魔法使いとしての素養はない。ただし、魔法が使えないわけではなく、作中ではとある魔法を使っている。風見鶏の生徒ではないが、特例で非公式新聞部に所属しており、杉並の部下らしい。風見鶏三種の神器の一つ「シェル」を非公式新聞部から支給されて持っているが、風見鶏生のものとは細部の意匠が異なっている模様。
未来視の力を持っており、自分の死期が近い事がわかっていた。その死を回避するため、非公式新聞部の任務で発見した禁呪<<永遠に訪れない五月祭（バルティナ）>>を用いて負の感情を集め、その魔力を持って11月1日から4月30日までのループ世界を創り上げていた。この影響でロンドンは負の感情を吸収、増幅する霧に覆われている。禁呪の術者であるため、他の者が持っていないループ中の記憶を全て持っている（ただし、他の者も完全に記憶が消えているわけではなく、一部残っている。立夏達が前世の記憶を取り戻した際はループ中にあった個別エンドの記憶も戻っている）。また、背中と腕に禁呪の紋様が刻まれているため、人前では露出の少ない服装をしている。この紋様はループを重ねるごとに広がっていくため、肌の露出もそれに合わせて少なくなっていく。なお、初音島の葵にもこの紋様らしきものがいつの間にか刻まれていたような描写があるが、これが何を意味しているかは不明。この未来視は魔法の一種らしい。
清隆と結ばれる世界にて清隆に説得され、ループを終わらせるために解呪の儀式を行うも、禁呪の影響による霧が成長しすぎたために失敗。その次のループにおいてさくらが持ってきた霧と正反対の力を持つ魔法の桜の枝から人々の希望を集める<<枯れない桜の奇跡>>作戦によって霧は消え去り、ループ世界から脱却した。その後、禁呪によって起こった出来事が発生しない本来の1950年11月1日から再び時を刻み始めた。
最初は攻略対象にならず、他の4人全ての個別ルートをクリアする事で初めてルートが解禁される（『Zero』）、実質的な隠しヒロイン扱い。4人のルートの初クリア時には、そのまま最後のキャラクターのルートの直後からスタートし、この個別ルートをクリアした直後に全ての謎が明かされるラストルートである「Da Capo」がスタートするようになっている。
Ver.1.3にて個別のシナリオが新たに追加され、「Zero」に対するプロローグのようなエピソードが新たに語られている。
杉並（すぎなみ）
声：岸尾だいすけ / 阿佐ヶ谷方南（D.C.III D.D）
演：工藤博樹
【初音島編】
風見学園付属3年1組在籍。非公式新聞部所属の学園きっての問題児。イベントのたびにトラブルを巻き起こす。新聞発行をめぐって立夏とは対立しているが、人気、発行部数共に上回っているので余裕の態度でそれがまた立夏をいらだたせている。清隆を同志と呼び、非公式新聞部への鞍替えをさせることに執心している。
前作、前々作の杉並同様下の名前は不明で、関係も不明。
「風見学園公式新聞部 お蔵入り事件簿」では100年前に起きた風見鶏のことを知っており、起きた事件を王室に報告して調査を打ち切らせるなど風見鶏編の杉並との繋がりや、ナイチンゲールの精神を清隆の携帯の中に入れたり、新聞部のメンバーに｢枯れない桜の木」に行くように指示し桜を咲かせたりと魔法についていろいろ知っている描写がある。
『D.C.III P.P』では本校1年2組在籍。
【風見鶏編】
風見鶏本科1年A組。生徒会選挙の際には葛木清隆の選挙参謀にも就いた。非公式新聞部と呼ばれるイギリス女王陛下直属の情報機関に所属しており、風見鶏のミッションなどの後始末等も行っている。
歴代の杉並と同様、催し物を混乱に陥れることを好み、生徒会メンバー、特に五条院巴とライバル関係にある。その他様々な事が謎である。
『D.C.III W.Y』においてループ中の記憶を持っているような描写がある。
江戸川 耕助（えどがわ こうすけ）
声：下野紘 / 米良奏真
演：福原英樹
【初音島編】
清隆のクラスメイトにして悪友であり、四季の弟。右目が前髪に隠れている。見た目はなかなかのイケメンだが、中身はスクール水着とブルマーに強いこだわりを持ち、熱弁をふるって清隆を呆れさせる事もある。
『D.C.III P.P』では付属3年2組在籍。清隆が自分達と同じく風見鶏での耕助が転生してきたのではないかと思って探りを入れたが、風見鶏での記憶は一切無く、関連性は最後まで明かされなかった。
【風見鶏編】
風見鶏予科1年A組。清隆の同級生。人形遣いの名家江戸川家の跡取りで四季の主人。探偵一族でもあり、メアリーと共に探偵部を設立する。メアリーや杉並からはエドガーと呼ばれる。人形遣いとしてのプライドを大切にしており、人形の在り方については人一倍意識が高い。
普段の様子からは想像できないが操作系の魔法使いとしての実力は高い。
『D.C.III W.Y』の四季のシナリオでは将来科学技術で人形（つまりはロボット）が作れないかと模索している。
江戸川 四季（えどがわ しき）
声：あおきさやか / かがみありす
演：清水優莉
【初音島編】
風見学園付属3年の風紀委員長で、耕助の姉。菩薩のような笑顔で毒舌家だが、耕助によればそれでも猫を被っているという。委員会に関連して立夏とはそれなりに親しい模様。しかし、人の弱点を的確かつ、他の人に気づかれないように突いてくる姿勢から立夏をして「一番敵に回したくない相手」として警戒もされている。子供の頃は海外で暮らしており、耕助と始めてあったのは耕助が小学生高学年頃のことである。
公式サイトでは立ち絵が紹介されているが、初音島編には直接登場せず、耕助との会話における脳内イメージとして立ち絵が唯一使用されるだけである。
アニメ版では生徒会役員として登場。耕助を罵倒している。
『D.C.III P.P』では本校1年3組在籍。
【風見鶏編】
見た目は人間だが実は耕助に従う自動人形。超毒舌。主人である耕助を「マスター」と呼び、日常的に貶して楽しんでいる。扱い的には耕助の所持品となっているが、普通に制服を着て授業を受けるなどクラスに馴染んでいる。
『D.C.III W.Y』で攻略ヒロインになった。
白河 美琴（しらかわ みこと）
声：佐藤有世（第1作・テレビアニメ）→峰岸由香里（『D.C.III P.S.』） / 水沢美音（『D.C.III W.Y』まで）→姫川あいり（『D.C.III D.D』）
演：黒木美紗子
【初音島編】
杉並の右腕を自称する非公式新聞部員。杉並が清隆に執心しているのが気に入らず、清隆に対して対抗心を燃やす。
公式サイトにおける、『D.C.III』のキャラが『D.C.II』のイベントCGにコメントしているコーナーでは、「白河ななか」の容姿に対し「美琴」に似ていると指摘されている。
攻略対象に入っていないが、初音島編で電話相手の選択肢が存在する。
アニメ版では清隆とさくらパークでデートしている。
『D.C.III P.P』では清隆たちと同じ付属3年2組在籍になり、すももという親友ができている。体育祭での勝負に負けたため、1年間の期限付きで公式新聞部に引き抜かれる。美琴を選ぶ選択肢は存在はするものの、攻略対象とはならなかった。
『D.C.III W.Y』で攻略ヒロインに昇格した。
『D.C.III D.D』で苗字が「白河」であり、ななかやことりの親戚である事が示唆された。ななかとは生まれた頃からの仲だが、美人揃いの白河家で自分の容姿に自身が持てずにコンプレックスを抱えていて数年来会っていない。
天枷 美夏（あまかせ みなつ）
声：あおきさやか / かがみありす
【初音島編】
天枷探偵事務所の所長を務める探偵。前作『D.C.II』のヒロインの一人。
『D.C.III』では成人した小日向ゆず、小鳥遊夕陽とともに天枷探偵事務所を開設、枯れない桜に関する調査を進める清隆に協力する。
自分がロボットである事を隠していない。自身は体験していないというものの、「枯れない桜」が魔法の桜であり、枯れる直前に起こった事件、事故も桜の影響であるなど、かつて枯れない桜に関わって発生した一連の事象を知っている。非公式新聞部とは交流がある。
「風見学園公式新聞部 お蔵入り事件簿」では、少しの調査と杉並の話を聞いただけで魔法のトリックを見破り事件を解決させた。このことからある程度魔法について知識があるようである。
風見学園でのイベントには卒業生として所員を連れてしょっちゅう見学に来るため、現在の学校職員ともそれなりに面識がある。今作の杉並とは付き合いが長いようだが、どういう関係なのかは不明。
『D.C.III P.P』でも登場する。
『桜風のアルティメットバトル』では、探偵事務所を設立する準備をしている。
小鳥遊 夕陽（たかなし ゆうひ）
声：小倉結衣
【初音島編】
美夏の助手の一人。前作『D.C.II』のヒロインの一人である「小鳥遊まひる」の妹で、『D.C.II F.L.』のまひるシナリオで登場。
『D.C.III』では成長し、ゆずと共に天枷探偵事務所の局員を務める。
姉とほとんど同じ自己紹介の仕方をし、好物や変なたとえ話をする点も姉と同じである。姉のことは両親から様々なことを聞かされており、会ったことがないことを感じさせないほどに姉のことを知っている。
『D.C.III P.P』でも登場する。
小日向 ゆず（こひなた ゆず）
声：那須めぐみ / 宮代ゆず
【初音島編】
美夏の助手の一人。前作『D.C.II』に登場した少女の成長した姿。
『D.C.III』では、天枷探偵事務所の所長である美夏を補佐する立場になっている。
病気は無事完治し、今では影響もない。パワフルで猪突猛進な性格は相変わらず。
『D.C.III P.P』でも引き続き登場する。
メアリー・ホームズ
声：仙台エリ / 遥そら
演：黒木美紗子
【初音島編】
アニメ版に第9話登場。さくらパークで美琴と出会い、エアホッケーで凄まじいバトルを繰り広げた。
【風見鶏編】
風見鶏予科1年B組。勝ち気で元気。エドワード・ワトスンとは腐れ縁。イギリスの有名探偵の子孫で探偵部を設立する。
バリツの使い手と豪語しており、祖父から伝授されたと語っている。
エドワード・ワトスン
声：南條愛乃 / 立花あや
演：北原侑奈
【初音島編】
アニメ版に第9話登場。さくらパークで美琴に喰ってかかるメアリーを制止する。
【風見鶏編】
風見鶏予科1年B組。制服も女生徒用のものを着用しているので女子に見えるが、男子寮に住まう男子生徒で、本人の弁では男らしい格好をしていると祖父が悲しい顔をするので女装をしている。メアリー・ホームズとは腐れ縁。
五条院 巴（ごじょういん ともえ）
声：荒浪和沙 / 雪穂
演：北原知奈
【初音島編】
アニメ版に登場。風見学園の生徒会役員で、本校生徒。剣技が得意で、猫が好き。
『風見学園公式新聞部 お蔵入り事件簿』では、清隆たちが遭遇した事件の警官として登場。昔、清隆と姫乃の近所に住んでいた幼馴染で、他のメンバーとは初対面。
【風見鶏編】
風見鶏本科1年C組。葛木家とは遠縁の親戚であり、清隆・姫乃の幼馴染。清隆は過去に巴の破天荒に振り回された経験から彼女に対して苦手意識を抱いている。
生徒会役員で非常に高潔。本音を掴みにくい。生徒会内では主に肉体労働担当で、イベントごとに騒ぎを起こす杉並とはある種のライバル関係となっており、巴が杉並を追いかけるのはイベント前の風物詩とされている。予科1年C組のマスターも兼任している。
五条院家は正確に言えば魔法使いの家系ではなく、昔は「忍び」という職能を生業としていた一族だった。人形を操るなどの色々な術があり、空を飛ぶ・水上を歩くと言ったことも可能。巴自身も気配を消して忍び寄ることが得意。「Ver.1.3」の追加エピソードにおいて、「忍者」の末裔である事が明かされている。
かつて、許嫁がいたが死別したと語られている。
イアン・セルウェイ
声：水島大宙 / 木島宇太
演：篠原ありさ
【風見鶏編】
風見鶏予科1年C組。家柄と能力を鼻にかける嫌味な男子。ただし器が小さいため、清隆からは憎めない奴と思われている。
生徒会選挙に出馬するも、様々な事柄で目立つ対抗馬の清隆を目の敵にするようになり、清隆を陥れるためのとある計画を実行するものの失敗。だが、清隆からは無罪放免とされる。以降、嫌味な性格や無愛想なところは残るものの、清隆達とは普通に接するようになり、素直になれない面や不器用な性格を表に出すようになる。『Da capo』シナリオでは他クラスの生徒を守るなど、根は優しい人物である。
瑠璃香・オーデット（るりか・オーデット）
声：後藤邑子 / 籐野らん
演：篠本桜
【初音島編】
アニメ版に登場。さくらパークでメイド服を着て水着コンテストの司会をしていた。
【風見鶏編】
風見鶏予科1年C組。イアン・セルウェイに仕えるメイド。父親はセルウェイ家の執事で、母親は奇術師。日系ハーフの魔法使い。登場人物の中でもイアンのことを最も理解しており、彼の言動や行動をもとに挑発して楽しんでいる。
『D.C.III W.Y』では名前が「瑠璃香・S・オーデット」と表記されている場面がある。
英理・アンジェラ・アーサー / エリザベス
声：加瀬愛奈
【初音島編】
アニメ版に登場した、風見学園の生徒会長。風見学園の本校生。
なお、公式サイトのSTORYではエリザベスと表記されている。
【風見鶏編】
教え子に優しい学園長。リッカとは親友同士であり、昔は「リズ」の愛称で呼ばれていたらしい。
イギリスの女王陛下。見た目は若い女性だが、リッカによれば半世紀は生きているらしく、実際の年齢は50歳以上。
千里眼の魔法を持つ。また、姫乃シナリオでは清隆に侵入こそ許したが、夢見の魔法に気づいており、さらに自分の夢に侵入したことを清隆の記憶から消去するなど、魔法使いとしての資質の高さを窺わせる。また、『D.C.III W.Y』においてはループ中の記憶を持っているような描写もある。
さくら
声：ひと美 / 北都南
【初音島編】
新聞部の面々が枯れない桜の下で出会う不思議な雰囲気を持った女性。風見鶏編の100年前のロンドンより舞い戻ったさくら本人だが、風見鶏編の時よりも成長した容姿をしている。
【風見鶏編】
ウエストミンスター宮殿の前に佇んでいたところを、清隆とリッカに保護されたショートカットの女の子。記憶喪失。桜の枝を持っていたことから「さくら」と呼ばれている。
姫乃シナリオでは夢見の魔法にて彼女の夢に入ったときに桜の木が出てきた。
前作でのda capoシナリオラストで<<永遠に訪れない五月祭>>に引かれこの時代のロンドンに飛ばされた芳乃さくら本人。
エト
声：あおきさやか / かがみありす
【風見鶏編】
シャルルの使い魔のトナカイ。うたまるやはりまお同様に、シャルルの頭に乗ることが多い。また、シャルルとのみ会話が成立している点も二匹と同じ。
その正体は病弱だったシャルルの弟エトの最後の願いである「自分が消える事」、「姉を見守りたい」という願いから、シャルルのプレゼントの魔法でエトの魂が宿って動くようになった人形。シャルルのシナリオでは清隆の魔法により夢の中でシャルルとの解遁を果たした。
ジル・ハサウェイ
声：種﨑敦美 / 梅本詩緒
演：北原知奈
【風見鶏編】
リッカの幼馴染み。引っ込み思案な性格だったが、正反対ともいえるリッカに連れ出されて一緒にヨーロッパ中を旅をしていた。
幾度目かの旅の際にリッカが旅に誘おうとしたが、その時には既に結婚して魔力の大半を失っていたため、リッカは誘うのを取りやめた。しかし、その直後に魔女狩りに遭い、リッカが戻ってきた時には既に瀕死の状態で、今際の際にリッカに「人間を恨まないで」と言い残し死亡。
リッカルートでリッカの任務中に、度々その姿が目撃されるようになる。ただしこの時に現れたのは霧によってリッカの心の内側にあった負の感情が具現化したもの。本当の残留思念はリッカが持つジルのワンドに宿っていた。そのワンドは芳乃家で大切に保管されていて、残留思念も変わらず宿っている。
ラニーニャ頼奈(ラニーニャらいな) / ラニーニャライナ
声：桃井はるこ / あかつきかなた
【初音島編】【風見鶏編】
ラジオの「お悩み一刀両断」や別のラジオ番組「フライデーナイトショウ」のパーソナリティを勤める女性DJ。
高松（たかまつ）先生
声：那須めぐみ / 宮代ゆず
【初音島編】
風見学園の数学教師。
葛木 咲姫（かつらぎ さき）
【風見鶏編】
姫乃の母親。葛木家の『お役目』の先代継承者。姫乃が子供の頃に他界している。
ギャリソン先生
【風見鶏編】
魔法理論の講師。魔法による人形操作が得意。前作に登場した戯矢利尊先生との関係は不明。
ビッグ・ベン
【風見鶏編】
ウエストミンスター宮殿内にある地下学園都市への通路を管理している赤ら顔の職員。清隆は単に「おっちゃん」と呼んでいる。背は低いが、お腹が出ているから「ビッグ・ベン」と呼ばれているらしい。

### その他のキャラクター（D.C.III）
桜内 義之（さくらい よしゆき）
声：立花慎之介（『D.C.III』）・種﨑敦美（『D.C.III』幼少期）
『D.C.II』の主人公。
『D.C.III R』の『桜風のアルティメットバトル』ではさくらの帰りを待つため島から出なくていい職場を選択した結果、卒業後、天枷研究所で研究員をしている。
『D.C.III』はdacapoシナリオ＝義之が一度消えた後から続いており、さくらの夢の中でさくらが義之に真相を語るシーンがある。ただし、『D.C.II』の5年後の話になる『桜風のアルティメットバトル』はグランドフィナーレとなるルートでは通らないルートの話も混じっている。そもそも存在している以上、特定の誰かと付き合っているはずだが、そのような様子は一切見られない。
朝倉 音姫（あさくら おとめ）
声：ミルノ純（『D.C.III』）
『D.C.II』のメインヒロイン。
『桜風のアルティメットバトル』では、ロンドンから帰ってきた後、一時的に生徒会長としての権限をエリカから委譲される。
朝倉 由夢（あさくら ゆめ）
声：春夏ひとみ（『D.C.III』）
『D.C.II』のメインヒロイン。
『桜風のアルティメットバトル』では、料理も他の料理が上手いヒロインたちと同等レベルにまでうまくなり、料理の専門学校に通っている。また、夕食を積極的に作るようになるなど、性格面でも変化がみられる。専門学校卒業後は調理師になった。
白河 ななか（しらかわ ななか）
『D.C.II』に登場。
『桜風のアルティメットバトル』では、ミキとゆずの影響で島外の大学の看護学部に通っている。そのため、髪を切ったり、朝に強くなったりしている。進学先でも人気は絶大で、ミスコンで優勝している他、芸能界にスカウトされた事まであるほど。スカウト自体は看護師を目指す為、あっさりと断っている。大学卒業後は初音島に戻って水越病院で看護士をしている。
雪村 杏（ゆきむら あんず）
『D.C.II』に登場。
人形劇ルートで杏が書く人形劇は『D.C.III』のシャルル・マロースの過去のオマージュになっているが、これは杏が子供の頃に見た夢を元にしてオマージュしたためである事が『桜風のアルティメットバトル』で明かされた。
『D.C.III.P.P』では枯れない桜に願いをかけた時に見た映像を元にアレンジしたものという事になっており、リッカが枯れない桜に残した記憶を杏が感じ取ったのではないかと清隆は推測している。
『D.C.III P.P』ではおばあちゃんと同じ名前のすももという養子がいる。また、この時点でもまだ初音島に住んでいることが明かされている。
『D.C.III With You』では脚本のみならず小説なども書く作家と説明されている。また、学生時代の自分達をモデルにした『三バカシリーズ』と呼ばれる本を書いており、その一つである『三バカと秘密の報道部』を渡したことが最初のきっかけとなり、すももを養女に迎える事となった。
沢井 麻耶（さわい まや）
『D.C.II』に登場。
『桜風のアルティメットバトル』の頃には研修生として天枷研究所で働いている。
高坂 まゆき（こうさか まゆき）
『D.C.II』に登場。
『桜風のアルティメットバトル』の頃には海外にも遠征に出ており、イギリスでは留学中の音姫とも再会している。
エリカ・ムラサキ
『D.C.II』に登場。
『桜風のアルティメットバトル』ではエリカルート同様、義之の事を義之と呼ぶようになり、以前のような刺々しい雰囲気は無くなった。また、義之たちが在学中のようにイベントが騒がしくなる事がなくなったことを寂しがり、逆にいざ騒動が起きるとまゆき同様にそれを楽しんでいる節があるなど、義之たちの影響をかなり受けている。学園卒業後等の動向は不明だが、義之に年賀状が送られてくる事から地球にはいる模様。
アイシア
『D.C.II』に登場。
『D.C.III D.D.』では祖母の生まれ変わりである芳乃シャルルと出会い、前世の記憶を完全に取り戻したシャルルのプレゼントの魔法によって魔法から解放される。なお、シャルルが前世の記憶が戻る前にも一度会った事があるらしい。
水越 舞佳（みずこし まいか）
『D.C.II』に登場。
『D.C.III』で水越姉妹の姪にあたるとさくらが語っている。
μ（ミュー）
『D.C.II』に登場。
20年ほど後の『D.C.III』の時代でも未だ販売されている。感情表現の制限がやや緩くはなっているが、美夏ほどの豊かさはない。
さくら
声：ひと美
【初音島編】
アニメ版に登場した、初音島を放浪する少女。放浪している途中で清隆と出会う。一人称は「ぼく」。
芳乃さくらの幼い時の姿をしており、上述の「謎の女性」とは別の容姿。
性格も幼く無邪気で、出会うたびに清隆と遊びたがる。うたまると同様にまんじゅう、もしくは和菓子が好物であるような描写や、時代劇のような殺陣を即座に綿密な設定を考えてのちゃんばらごっこをしたりと、幼いころの「芳乃さくら」とほとんどの部分で一致する性格である。
うたまると出会った後は、基本的にうたまるを頭の上に乗せて島中を散歩している。うたまるとは初対面であるような反応を見せていると共に、言葉を理解したかのように「うたまる」という名前を即座に理解していた。
正体は20年ぶりに咲いた枯れない桜が咲いた日に現れた本来の時間軸とは違う時代のさくら。この時代の立夏と接触した事で記憶を取り戻し、純一に会う為に枯れない桜の力で本来の時間軸へと戻っていった。
うたまる
声：桃井はるこ
テレビアニメ『D.C.III』では初音島に現れたさくらと出会い（さくらは初対面のような反応）、その後に頭の上に居座るようになる。
中山（なかやま）
声：洲崎綾
【初音島編】
アニメ版に登場。清隆のクラスメイトで、姫乃の親友。清隆と姫乃の仲を気にかけている。
胡ノ宮（このみや）、宮本（みやもと）
声：安野希世乃（胡ノ宮）、高橋未奈美（宮本）
【初音島編】
アニメ版に登場。清隆のクラスメイトで、姫乃の友人。姫乃とお昼を御一緒し放課後は姫乃をカラオケに誘った。
マテリア・クラズィーヌ
【風見鶏編】
『風見学園公式新聞部 お蔵入り事件簿』に登場。メアリー率いる清隆たち探偵部に行方不明の姉を探すように依頼した女子生徒。普段は母親の魔法によってある程度抑えられているが、人の心を読むことができる、しかしその魔法を解いてしまうとあらゆる声が聞こえるようになり処理しきれず倒れてしまう。
リッカにカチューンが遠い未来に飛ばされたことを聞き、魔法で成長を止め、永い時間を生きカチューンを探し続け再会する。
カチューン・クラズィーヌ
【風見鶏編】
行方不明になっているマテリアの姉。彼女は父親の連れ子で、魔法使いの母親の連れ子であるマテリアとは違い魔法は使えない。ナイチンゲールの未来に転送する禁忌の秘術の実験に、自ら志願して未来に飛ばされ全健忘であったがマテリアと再会した。
ナイチンゲール
【初音島編】
『風見学園公式新聞部 お蔵入り事件簿』でのキーパーソン。清隆を｢同志」と呼ぶ。
耕助の叔父と叔母が本島で経営している温泉旅館に幽霊として現れ、翌日壁から遺体として発見された。
事件後杉並の手によって清隆の携帯の待ち受けを魔法陣にされたことで、清隆の携帯の中に召喚され精神だけが残り、夢や電話によって清隆に話しかけている。
杉並の指示で、新聞部のメンバーが｢枯れない桜の木」に行き桜を咲かせたとき他のメンバーは原作通りメールは文字化けしていたが、彼女が携帯の中にいたおかげで清隆のみ彼女から電話で「桜が咲いたら約束のあの場所でお花見しよう」と伝えられ、ちゃんとメッセージが届いた。
【風見鶏編】
クリミアの天使と呼ばれた看護婦。実は魔法使いであり、小さな頃から傷ついた動物などを魔法で治していたが、魔女といわれ迫害されていた。一昔前の女王陛下に仕えた一人で、｢魔法使い」ではなく医療看護や統計学といったさまざまな分野で社会的貢献をして、魔法使いの社会に一石投じた。クリミア戦争において自らの魔法で助けられるのに、助けられない矛盾に疑問を持ち、三度の世界大戦や葵が禁呪<<永遠に訪れない五月祭（バルティナ）>>によって起こしたロンドンの霧によって病んだ世界をすくうため禁忌の秘術の「未来への転移魔法」によって、今の世界が最善なのか観測するためリッカに全てを話し未来に飛び、清隆の落とした魔法陣の紙を拾ったおじさんによって現世に呼び出せれ、精神は幽霊として現れ、壁のひびに紙を突っ込まれたため肉体は壁から発見された。また、記憶はないが世界が何度も繰り返されていることには気づいていた。

## スタッフ
- プロデューサー：tororo
- ディレクター：雨野智晴
- シナリオ：雨野智晴、たけうちこうた、望月JET[16]、愛羽[17]、ごとうしん、釧路洋
- キャラクターデザイン：たにはらなつき、鷹乃ゆき、立羽、こなた、結月かりん、秋蕎麦
- 原画：鷹乃ゆき、たにはらなつき、立羽、こなた、結月かりん、ren、東山マキ、Hiro、秋蕎麦

## 主題歌
オープニングテーマ
「ダ・カーポIII 〜キミにささげる あいのマホウ〜」（グランドオープニングテーマ）
歌 - yozuca*、作詞・作曲 - tororo、編曲 - 黒須克彦
「ハジマリノウタ」（風見鶏編）
歌 - No Life Negotiator、作詞・作曲 - tororo&No Life Negotiator、編曲 - No Life Negotiator
「shiny steps!!」（ヒロインルート）
歌 - 三森すずこ・寺川愛美、作詞・作曲 - tororo&No Life Negotiator、編曲 - No Life Negotiator
「TRUE MAGIC.....」（Da Capoルート）
歌 - YURiCa/花たん、作詞 - tororo、作曲 - HΛL with Hiroki、編曲 - HΛL
「endless memory 〜refrain as Da Capo〜」（D.C.III R ）
歌 - fripSide、作詞：南條愛乃、作曲：八木沼悟志、編曲：齋藤真也
「Wonderful Days!」（桜風のアルティメットバトル）
歌・作詞・作曲 - yozuca*、編曲 - lotta

エンディングテーマ
「All is Love for you」（グランドエンディングテーマ）
歌 - CooRie、作詞・作曲・編曲 - rino
「春風に願いを」（ヒロインルート）
歌 - 佐藤ひろ美、作詞・作曲 - rino、編曲 - 西脇辰弥
「millions of thanks」（葵ルート）
歌 - mao、作詞・作曲・編曲 - No Life Negotiator
「あの日見た桜のように」（巴ルート）
歌 - 五条院巴（荒浪和沙）、作詞 - 松下紗知・荒浪和沙、作曲・編曲 - No Life Negotiator
「自由の羽根」（エリザベスルート）
歌 - エリザベス（加瀬愛奈）、作詞 - 加瀬愛奈・松下紗知、作曲・編曲 - No Life Negotiator

挿入歌
「私には見えない」
歌 - キョロザワールド、作詞・作曲 - kyoro、編曲 - キョロザワールド
「ひらり涙」
歌 - CooRie、作詞・作曲 - rino、編曲 - 戸田章世
「君がいた未来 君といない未来」
歌・作詞・作曲 - yozuca*、編曲 - lotta

## テレビアニメ
2013年1月から3月にかけてTOKYO MXほかにて放送された。全13話。
2012年7月7日にTOKYO MXにて放送された『プレリュード D.C.III 〜ダ・カーポIII〜』内で、第一報が発表された。第1話は、完成記念として2012年12月24日のイベントにて先行上映された。
厳密には前作のテレビアニメ版から直接つながる続編ではなく、原作の要素を多く引き継いだ続編であることが示唆されている。それに伴い、原作では薄かった初音島編のストーリーがお色気シーンも含めて大幅に追加され、初音島編の各ヒロインにも焦点が当てられた構成となっている。
なお、最終話は成長した芳乃さくらが清隆たちの前に現れ、100年前の物語を語るという原作へ続く形となっている。Cパートでは風見鶏編の冒頭部分が描かれた。
映像商品は、これまでの過去の2シリーズ4作を担当したスターチャイルドに代わってポニーキャニオンが担当することとなった。
2023年現在、ダ・カーポシリーズのテレビアニメ作品は本作が最後となっている。

### スタッフ（アニメ）
- 原作 - CIRCUS
- 監督・構成 - 石倉賢一
- メインライター - 山口伸明
- キャラクター原案 - たにはらなつき、鷹乃ゆき
- キャラクターデザイン・総作画監督 - 西尾公伯
- プロップデザイン - 小倉典子
- 美術設定 - 比留間崇
- 美術監督 - 近藤由美子
- 色彩設計 - 原田幸子
- 撮影監督 - 太田和亨
- 編集 - たぐまじゅん
- 音響監督 - 明田川仁
- 音楽 - 中西亮輔
- 音楽プロデューサー - 伊藤善之
- 音楽制作 - ランティス
- アニメーションプロデューサー - 平山俊
- プロデューサー - 大島靖、和泉勇一、斎藤滋、小田ツヨシ、伊藤円、中路亮輔、永谷敬之
- アニメーション制作 - 風見学園公式動画部
- 製作 - D.C.III製作委員会

### 主題歌（アニメ）
「サクラハッピーイノベーション」
森園立夏（新田恵海）、芳乃シャルル（宮崎羽衣）、葛木姫乃（佐々木未来）、瑠川さら（桜咲千依）、陽ノ下葵（海保えりか）によるオープニングテーマ。作詞・作曲はtororo、編曲は中土智博。
第1話では未使用。第2話から使用され、話数を経るごとに少しづつ映像の差し替えも行われている。ラストカット周辺では、その回に合わせたイラストに毎回差し替わる部分も存在する。
「会いたいよ」
yozuca*による第1話および第10話から第13話までのエンディングテーマ。作詞・作曲はyozuca*、編曲はlotta。
「朝倉音姫」や「朝倉音夢」の首のチョーカーなどが映像中に登場する。基本的に桜のみが映し出されているように思われるが、実は小さく歴代の「枯れない桜」の前で起きた出来事が映し出されている。また、第12話以降は過去シリーズの「芳乃さくら」が登場する特殊演出に差し替えられた。
「メグル」
CooRieによる第2話から第5話および第7話から第9話までのエンディングテーマ。作詞・作曲はrino、編曲は長田直之。
基本的には毎回同じ映像であるが、立夏以外の4人の背景イラストが差し替わっている。
「REFLECTION」
森園立夏（新田恵海）による第6話のエンディングテーマ。作詞・作曲はrino、編曲は戸田章世。

### 挿入歌
「君に咲く日々」
CooRieによる第4話の挿入歌。作詞・作曲はrino、編曲は戸田章世。
「二人だけのメロディ」
yozuca*による第6話の挿入歌。作詞・作曲はyozuca*、編曲はlotta。
「君が好き」
CooRieによる第12話の挿入歌。作詞・作曲はrino、編曲は長田直之。

### 各話リスト
| 話数 | サブタイトル                 | 脚本       | 絵コンテ         | 演出       | 作画監督                                                                        | 初放送日      |
| ---- | ---------------------------- | ---------- | ---------------- | ---------- | ------------------------------------------------------------------------------- | ------------- |
| 1    | サクラサク                   | 山口伸明   | 石倉賢一         | 奥野耕太   | 西尾公伯                                                                        | 2013年 1月5日 |
| 2    | あたたかなところ             | 林直樹     | 島津裕行         | 橋口洋介   | 岩岡優子 藤原未来男                                                             | 1月12日       |
| 3    | さくら舞うところ             | 山口伸明   | 大平直樹         | 大平直樹   | 高橋敦子 島田さとし                                                             | 1月19日       |
| 4    | いつまでもいたいところ       | さんちゅ〜 | 羽原久美子       | 羽原久美子 | 大橋圭 出野喜則 橋口隼人                                                        | 1月26日       |
| 5    | ひとりじゃないところ         | 神夜優     | 島津裕行         | 黒田晃一郎 | 谷口繁則                                                                        | 2月2日        |
| 6    | ふたりでいれるところ         | 友永コリエ | 島津裕行         | 木村延景   | 高橋敦子 岩岡優子 徳倉栄一 川島尚 牧内ももこ                                    | 2月9日        |
| 7    | あまえられるところ           | 林直樹     | 小俣真一         | 小野田雄亮 | 斉藤真由 半澤淳 後藤圭佑                                                        | 2月16日       |
| 8    | 愛と夢と希望が溢れる場所     | 山口伸明   | ウシロシンジ     | 橋口洋介   | 山口飛鳥 飯飼一幸 香田知樹 山崎愛 岩岡優子                                      | 2月23日       |
| 9    | 美少女祭りと夕日が綺麗な場所 | 友永コリエ | ワタナベシンイチ | 森義博     | 小林利充 実原登 高橋敦子 岩岡優子 川島尚 谷口繁則                               | 3月2日        |
| 10   | ふたりがたどりついたところ   | 林直樹     | 島津裕行         | 神原敏昭   | 西尾智恵 前田綾 志賀道憲 藤田正幸                                               | 3月9日        |
| 11   | 思い出と始まりの場所         | 林直樹     | 川口敬一郎       | 中野英明   | 山口飛鳥 岩岡優子 高橋敦子 尾形健一郎 いまざきいつき 後藤圭佑 松尾真彦 大高雄太 | 3月16日       |
| 12   | 枯れない桜がある島           | 山口伸明   | 川口敬一郎       | 木村延景   | 山口飛鳥 川島尚 笠野充志 飯飼一幸 谷口繁則                                      | 3月23日       |
| 13   | ダ・カーポ                   | 山口伸明   | 石倉賢一         | 森義博     | 実原登 山内則康                                                                 | 3月30日       |

### 放送局
これまでの過去2作品とは異なり、関東地区ではTOKYO MXのみに、近畿地区ではサンテレビとKBS京都からMBSに、CSではキッズステーションからAT-Xに変更されている。
2014年4月から6月までTOKYO MXで再放送された際は、一部の作画が修正されていた。
| 放送期間               | 放送時間                     | 放送局     | 対象地域   | 備考                      |
| ---------------------- | ---------------------------- | ---------- | ---------- | ------------------------- |
| 2013年1月5日 - 3月30日 | 土曜 22:00 - 23:30           | TOKYO MX   | 東京都     |                           |
| 2013年1月6日 - 3月31日 | 日曜 2:50 - 3:20（土曜深夜） | テレビ愛知 | 愛知県     |                           |
|                        | 日曜 3:28 - 3:58（土曜深夜） | 毎日放送   | 近畿広域圏 | 『アニメシャワー』枠第4部 |
| 2013音1月7日 - 4月1日  | 月曜 0:30 - 1:00（日曜深夜） | BS11       | 日本全域   | 『ANIME+』枠              |
| 2013年1月15日 - 4月9日 | 火曜 23:30 - 水曜 0:00       | AT-X       | 日本全域   | リピート放送あり          |

| 配信期間              | 配信時間                   | 配信サイト         |
| --------------------- | -------------------------- | ------------------ |
| 2013年1月7日 - 4月1日 | 月曜 23:30 - 火曜 0:00     | ニコニコ生放送     |
| 2013年1月8日 - 4月2日 | 火曜 0:00 更新（月曜深夜） | ニコニコチャンネル |

## 舞台

### 舞台「D.C.III～ダ・カーポIII～君と旅する時の魔法」
『舞台「D.C.III～ダ・カーポIII～君と旅する時の魔法」』は、『D.C. 〜ダ・カーポ〜シリーズ』初の舞台化作品で、初演はニッショーホールにて2021年11月17日から21日まで上演された。全9ステージ。リッカ、シャルル、姫乃のキャストは他のメディアから続投で演じている。最終21日の千秋楽2公演はミクチャでの配信も実施。また、本作の上映会が2022年4月29日から5月2日、劇団飛行船が所有する飛行船シアターにて、同年12月17日には神戸のライヴハウスCASHBOXで、12月18日に名古屋の万松寺のぶながホールにて開催され、アフタートークショーも行われた。

#### あらすじ
数日前から突然、島中の桜が一斉に咲き誇った初音島。朝早く、編集長である立夏に呼び出された清隆、シャルル、姫乃、さら、葵といった新聞部の面々は、非公式新聞部から勝負を持ちかけられる。勝負に勝つために枯れない桜の取材を決行しようとする新聞部の元に不思議な声が響く。「サクラの元へ行ってごらん」と。その声に従って、一行は二手に分かれ、清隆、立夏、姫乃の三人は枯れない桜の元へ行くことに。そこで時の魔法をかけられた清隆は、気付いたら姫乃と共に見知らぬ場所にいた。そこは、1950年の英国、王立ロンドン魔法学園（通称「風見鶏」）の教室だった。

#### キャスト
（出典：）
- 森園立夏／リッカ・グリーンウッド - 新田恵海
- 芳乃シャルル／シャルル・マロース - 藤邑鈴香
- 葛木姫乃 - 佐々木未来
- 瑠川さら／サラ・クリサリス - 髙橋麻里
- 陽ノ下葵／陽ノ本葵 - 石丸千賀
- 美琴 - 黒木美紗子
- 杉並 - 工藤博樹
- 江戸川耕助 - 福原英樹
- 江戸川四季 - 清水優莉
- ジル・ハサウェイ - 北原知奈
- 芳乃清隆 - 櫻井尚輝（声のみ）
- アンサンブルキャスト - 篠原ありさ

#### スタッフ
（出典：）
- 原作 - CIRCUS
- 脚本 - たけうちこうた
- 演出 - 市村啓二
- 主催 - 株式会社劇団飛行船 映劇ライヴエンタテイメント

### 舞台「D.C.III～ダ・カーポIII～ミライヘの伝言」
舞台「D.C.III～ダ・カーポIII～ミライヘの伝言」は、2023年4月19日～24日に飛行船シアターにて上演された舞台D.C.IIIシリーズ第二弾。
開演2日前の4月17日、24日の千秋楽を除く全公演終了後にアフタートークを実施することが発表された。また、4月19日には、ミクチャでの配信の実施が発表された。4月23日の昼・夜公演と24日千秋楽の3公演が配信対象となり、3公演通しチケットには特典映像もついて5月7日までアーカイブが配信された。ただ、4月23日、PCR検査により五条院巴役である北原知奈のCOVID-19陽性が判明。配信が予定されていた残り3公演は一部演出が変更された結果、五条院巴は声のみの登場となり、アフタートークも中止となった。

#### あらすじ
葛木清隆と葛木姫乃が風見鶏（王立ロンドン魔法学園）に留学して数ヶ月が過ぎた冬休み、サクラギと名乗る臨時の新任講師がやってくる。しかし、リッカ・グリーンウッドも、シャルル・マロースも、五条院巴も、そのことを学園長から聞かされてはいなかった。やがて、冬休みは終わり、帰省していた生徒たちが風見鶏の寮に戻って来て新学期が始まるが……。

#### キャスト
- リッカ・グリーンウッド／森園立夏 - 新田恵海
- 葛木姫乃 - 佐々木未来
- シャルル・マロース／芳乃シャルル - 藤邑鈴香
- サラ・クリサリス／瑠川さら - 髙橋麻里
- 陽ノ本葵／陽ノ下葵 - 石丸千賀
- 五条院巴 - 北原知奈
- メアリー・ホームズ - 黒木美紗子
- 杉並 - 工藤博樹
- 江戸川耕助 - 福原英樹
- 江戸川四季 - 清水優莉
- イアン・セルウェイ - 篠原ありさ
- 瑠璃香・オーデット - 篠本桜
- エドワード・ワトスン - 北原侑奈
- 葛木清隆／芳乃清隆 - 櫻井尚輝（声のみ）
- サクラギ - 秋谷啓斗
- 声の出演 - あおきさやか、ミルノ純

#### スタッフ
- 原作 - CIRCUS
- 脚本 - たけうちこうた
- 演出 - 市村啓二

## 関連商品

### ゲーム
サクラサク D.C.III 〜ダ・カーポIII〜 応援ボックス
2011年12月29日から12月31日まで東京ビッグサイトで開催されたコミックマーケット81で販売された。
本作の先行体験版『「D.C.III 〜ダ・カーポIII〜」体験版ぷち』、風見学園を紹介する『音姫、ことりの「風見レセプション」』、『D.C. After Seasons 〜ダ・カーポ〜 アフターシーズンズ』、『水夏弐律』の普及版、『水夏弐律』のショートストーリーが描かれている『水夏弐律ショートストーリーズ』が収録されている。
特典として同梱された「ユーザー登録カード兼初音島住民申請書」でユーザー登録を行うと本作のエンドクレジットに掲載された。
サクラサク「D.C.III 〜ダ・カーポIII〜」応援BOX〜風見学園入学セット〜
2012年3月14日発売。『サクラサク D.C.III 〜ダ・カーポIII〜 応援ボックス』の本作関連のコンテンツを抜粋したものであり、応援ボックスの内容をパワーアップした「体験版らいと」と「風見学園レセプションPlus」、キャラクターPVを収録している。
初回封入特典として風見学園学生証が同梱されている。CD-DAが同梱されており、「ダ・カーポIII 〜キミにささげる あいのマホウ〜」のフルバージョン、「ハジマリノウタ」、「hiny steps!!」、「TRUE MAGIC.....」のショートバージョンが収録されている。
D.C.P.C. 〜ダ・カーポ プラスコミュニケーション〜D.C.IIIスターターパック〜
2012年3月14日発売。パソコンゲーム『D.C.P.C. 〜ダ・カーポ プラスコミュニケーション〜』と本作の体験版ライトのセット。
D.C.II P.C. 〜ダ・カーポII プラスコミュニケーション〜D.C.IIIスターターパック〜
2012年3月14日発売。パソコンゲーム『D.C.II P.C. 〜ダ・カーポII プラスコミュニケーション〜』と本作の体験版ライトのセット。

### カードゲーム
トライアルデッキ D.C.III 〜ダ・カーポIII〜
2012年3月28日発売。トレーディングカードゲーム『ヴァイスシュヴァルツ』のトライアルデッキ。たにはらなつき、鷹乃ゆき、新田恵海、宮崎羽衣、佐々木未来、桜咲千依、海保えりかによるサイン入りカードがランダムで同梱。

### 書籍
D.C.III 〜ダ・カーポIII〜 公式パーフェクトビジュアルブック
2012年7月30日発売。雑誌、関連商品で使用されたイラスト、作中で使用されたイベントCGイラスト、各キャラクターのキャラクター紹介、攻略チャート、スタッフコメント、キャストインタビュー、開発スタッフ座談会が収録されている。

### Blu-ray / DVD （テレビアニメを収録）
2013年3月20日から同年8月30日にかけて発売された。
| 巻 | 発売日        | 収録話          | 規格品番      | 規格品番      | 規格品番   |
| 巻 | 発売日        | 収録話          | Blu-ray初回版 | Blu-ray通常版 | DVD        |
| -- | ------------- | --------------- | ------------- | ------------- | ---------- |
| 1  | 2013年3月20日 | 第1話 - 第2話   | PCXG-50221    | PCXG-50231    | PCBG-52191 |
| 2  | 2013年4月26日 | 第3話 - 第4話   | PCXG-50222    | PCXG-50232    | PCBG-52192 |
| 3  | 2013年5月24日 | 第5話 - 第6話   | PCXG-50223    | PCXG-50233    | PCBG-52193 |
| 4  | 2013年6月28日 | 第7話 - 第8話   | PCXG-50224    | PCXG-50234    | PCBG-52194 |
| 5  | 2013年7月26日 | 第9話 - 第10話  | PCXG-50225    | PCXG-50235    | PCBG-52195 |
| 6  | 2013年8月30日 | 第11話 - 第13話 | PCXG-50226    | PCXG-50236    | PCBG-52196 |

### CD
| 発売日         | タイトル                                                               | 規格品番    |
| -------------- | ---------------------------------------------------------------------- | ----------- |
| 2012年4月27日  | ダ・カーポIII 〜キミにささげる あいのマホウ〜                          | CIRCUS-0301 |
| 2012年5月25日  | ハジマリノウタ                                                         | CIRCUS-0302 |
| 2012年6月29日  | shiny steps!!                                                          | CIRCUS-0303 |
| 2012年6月29日  | TRUE MAGIC......                                                       | CIRCUS-0304 |
| 2012年8月10日  | D.C.III 〜ダ・カーポIII〜 ボーカルアルバム                             | CIRCUS-0305 |
| 2012年9月28日  | D.C.III 〜ダ・カーポIII〜 ドラマCDコレクション vol.I feat.森園立夏     | CIRCUS-0318 |
| 2012年10月26日 | D.C.III 〜ダ・カーポIII〜 ドラマCDコレクション vol.II feat.瑠川さら    | CIRCUS-0319 |
| 2012年11月30日 | D.C.III 〜ダ・カーポIII〜 ドラマCDコレクション vol.III feat.陽ノ下葵   | CIRCUS-0320 |
| 2012年12月28日 | D.C.III 〜ダ・カーポIII〜 ドラマCDコレクション vol.IV feat.葛木姫乃    | CIRCUS-0321 |
| 2013年1月23日  | サクラハッピーイノベーション                                           | LACM-14059  |
| 2013年1月25日  | D.C.III 〜ダ・カーポIII〜 ドラマCDコレクション vol.V feat.芳乃シャルル | CIRCUS-0322 |
| 2013年2月13日  | 会いたいよ／メグル／REFLECTION                                         | LACM-14062  |
| 2015年8月28日  | D.C.III Side Stories 第1巻                                             | CIRCUS-0332 |
| 2015年10月30日 | D.C.III Side Stories 第2巻                                             | CIRCUS-0333 |
| 2015年12月25日 | D.C.III Side Stories 第3巻                                             | CIRCUS-0334 |
| 2016年2月26日  | D.C.III Side Stories 第4巻                                             | CIRCUS-0335 |

ドラマCDの内容は一部、ゲームOPで流れている。

### キャラクターグッズ （一般向け）
コスプレ衣装
風見学園付属と王立ロンドン魔法学園の制服がCOSPATIOより発売されている（女性用S～XLサイズ）。
Tシャツ
二次元COSPAより、立夏と風見鶏編に登場するヒロインのTシャツが発売されている（全6種・男女兼用M～XLサイズ）。
クッションカバー
二次元COSPAより、原作とアニメ版のクッションカバーがそれぞれ2種類ずつ発売されている。
タオル
アニメ版の立夏とシャルルがプリントされたスポーツタオルが2種類、原作の初音島編に登場するヒロインがプリントされたマフラータオルが5種類発売されている。

## イベント
サクラサク『D.C.III 〜ダ・カーポIII〜』制作発表会
2011年11月18日に秋葉原UDXシアターで開催。発売日、予約開始日、出演声優、歌手、制作スタッフが発表された。
司会は南條愛乃、三森すずこ。出演者はtororo、新田恵海、宮崎羽衣、佐々木未来、桜咲千依、海保絵果、岸尾だいすけ、yozuca*、CooRie、寺川愛美、HΛL。ニコニコ生放送でライブ配信も行われた。
『D.C.III〜ダ・カーポIII〜』春一番! マスターアップ宣言&サクラサクLIVE
2012年3月27日には本作の発売を記念して秋葉原の「グッドスマイル&カラオケの鉄人カフェ」にて『D.C.III〜ダ・カーポIII〜』のマスターアップ宣言およびゲームプレイが出演キャスト等を交えて行われ、ムービーの初披露やyozuca*とCooRieによる主題歌の熱唱、並びに歴代の主題歌の組曲バージョンを披露するミニライブが実施されるが、この模様はニコニコ生放送でも同日16：00から中継される。なお出演者はtororo、新田、宮崎、佐々木、桜咲、海保、yozuca*、CooRieとなっている。
カウントダウントークライブ「ぽえりの部屋 〜PARCOとPOERIが恋をした〜」
2012年4月23日から27日まで渋谷パルコにて開催。MCは「ぽえり」こと海保、ゲストは23日が荒浪和沙、24日が佐々木、25日と27日が新田、26日が加瀬愛奈。

## コミカライズ作品 （すべて一般作品）
D.C.III 〜ダ・カーポIII〜
原作、脚本：tororo／CIRCUS
漫画：かゆらゆか
『コンプティーク』で連載後、内容を一部変更した上で『コンプエース』にも連載していた。全編がコミックス化されている。
初音島編を描いた内容のコミカライズ。
D.C.III 〜ダ・カーポIII〜
作画：日向ののか
『電撃G's magazine』で連載。
風見鶏編を描いた内容のコミカライズ。
D.C.III 〜ダ・カーポIII〜公式新聞部日誌
漫画：藤井理乃
『コミック アース・スター』2012年12月号より連載。
初音島編を描いた内容のコミカライズ。
D.C.III 〜ダ・カーポIII〜 シャルルセレナータ
作、画：武蔵屋長元坊
『GA文庫マガジン』vol.10より連載。
シャルル・マロースをメインに、風見鶏編を描いた内容のコミカライズ。
D.C.III 風見学園公式新聞部 お蔵入り事件簿
脚本、構成：伊藤仁
作画：宮野しずま
『ブレイドオンライン』2012年11月15日配信分から2013年8月まで連載。全2巻。
2月に桜が咲かなかった初音島編を描いた内容のスピンオフコミカライズ。
全員学年がひとつ上がって、立夏とシャルルは本校生になっている。
途中から、メアリーを中心とした探偵部を描いた風見鶏編になる。

## ラジオ
2012年2月2日から2013年4月25日までHiBiKi Radio Stationで『風見学園新聞部』が配信された。同年5月22日から9月11日までHiBiKi Radio Stationで『ラジオD.C.』が配信され、2014年4月4日から同年6月27日までは『ラジオD.C.2014』の名前で復活した。風見学園新聞部のパーソナリティは森園立夏役の新田恵海、芳乃シャルル役の宮崎羽衣、葛木姫乃役の佐々木未来、瑠川さら役の桜咲千依、陽ノ下葵役の海保えりかの5人。ラジオD.C.シリーズのパーソナリティは新田恵海、佐々木未来、桜咲千依の3人。

## インターネットテレビ
『風見学園新聞部 活動報告〜体験入部者は君だ!〜』は、ニコニコ生放送で2013年1月19日と2月16日、3月16日の21:00 - 22:00（JST）に放送されたインターネットテレビ番組。全3回配信。テレビアニメ『D.C.III 〜ダ・カーポIII〜』でヒロインを担当する新田恵海、宮崎羽衣、佐々木未来、桜咲千依、海保えりかが出演し、風見学園新聞部を舞台に同アニメの魅力を伝える番組である。視聴者は書記役。
コーナー
利き○○対決
異なるお店の3種類の食べ物を食べて、最も高級なものを当てるコーナー。第1回はショートケーキ、第2回はチョコレートアイスクリーム、第3回はみたらし団子。
風見学園新聞部活動報告
お題についてプレゼンをし、視聴者のアンケートで順位を決めるコーナー。第1回のお題は「最近はまっているもの」、第2回は「バレンタインデー、理想のデート」、第3回は「ホワイトデー、理想の渡され方」。
ゲームコーナー
1回の操作ごとに与えられた指令をこなしながらゲームを進めるコーナー。第1回のゲームはジェンガ、第2回はぐらぐらゲーム、第3回は番犬ガオガオ。
告知コーナー
『D.C.III 〜ダ・カーポIII〜』に関する情報を紹介するコーナー。